# Каміль Рокеплан
Каміль-Жозеф-Етьєн Рокплан (фр. Camille Roqueplan; 18 лютого 1802/03, Мальмор — 29 вересень 1855, Париж) — французький романтичний пейзажист, побутовий жанр та історичні сцени.

## Біографія

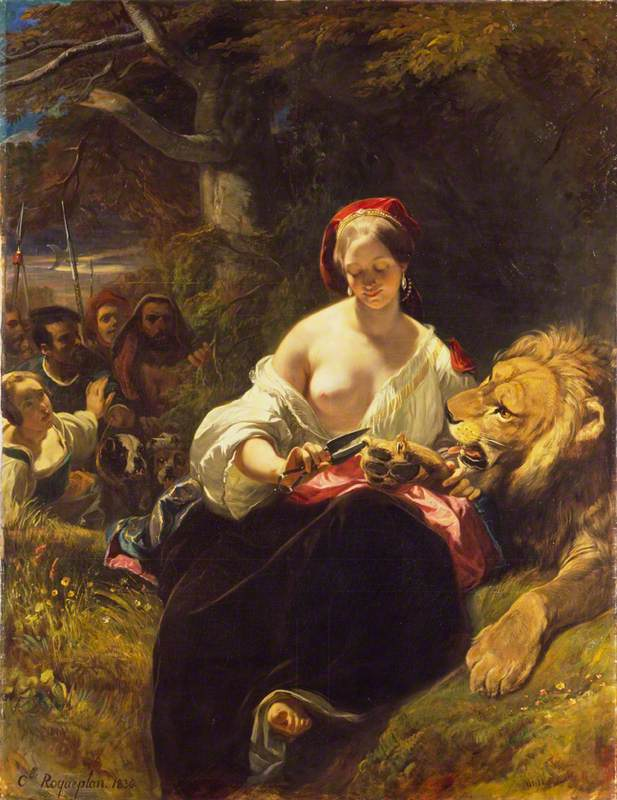
Закоханий лев (1836)

З раннього віку виявляв здатність до малювання і часто виправляв однокласників. Приблизно у вісімнадцять років почав брати уроки живопису. Як не дивно, коли батько спонукав його зайнятися мистецтвом як професією, Каміль вагався, бо хотів, щоб це залишалося приємним проведенням часу, а не стало роботою. Незабаром уроки, які він змушений був брати, викликали у нього огиду, і він взявся за вивчення медицини.  
Брав уроки анатомії, які визнав непривабливими, і провалив іспит із цього предмета. Потім став діловодом у Міністерстві фінансів, де працював його батько, але це теж було недовго.  

Вирішив повернутися до живопису, вивчаючи пейзаж та малюнок з деякими місцевими художниками. Дотримуючись їхніх порад, знайшов місце в студіях Абеля де Пухоля в мистецтві «Еколе де Босо». Однак одного разу Пухоль показав йому картину, якою він дуже захоплювався. Тільки з великими труднощами його друзі переконали його продовжувати. Після від'їзду з Пухоля він навчався у Антуана Гроса який давав йому дуже мало заохочень чи навіть уваги, але він залишався з Гросом три роки, можливо, тому, що там він зазнав меншого стресу.

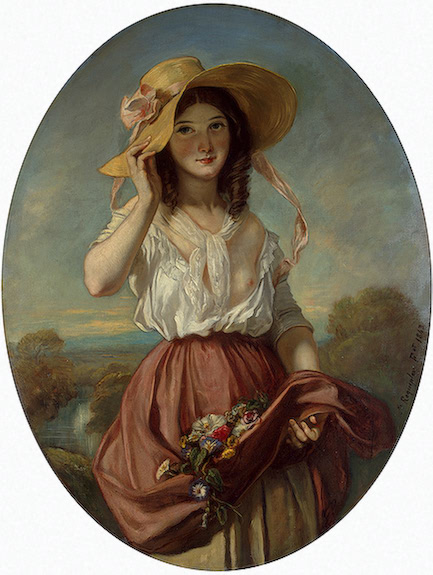
Дівчина з квітами (1843)

Після змагань за «Приз де Рим» він вирішив завдати удару самостійно. У той час він зосередився на пейзажному живописі, що надихнуло його на поїздку в Дофіне. Тут розміщено багато його творів.

### Пізніша кар'єра
Після повернення до Парижа влаштував свій перший експонат у Салоні у 1822 році, врешті завоювавши там золоту медаль. Незважаючи на свій поганий досвід, як студент, став сам викладачем у школі. Серед його найвідоміших студентів були Шарль-Теодор Фрер, Проспер Марілхат, Марі-Олександр Алоф, Ежен Ламі, Констант Тройон та Марі-Елісавета Блавот. Пізніше, у 1830-х роках, створив історичні картини, натхнені романами Уолтера Скотта, та намалював сцени боїв у Версалі. У 1841 році створив прикраси для стелі бібліотеки в Палаці Люксембургу. З 1843 року повернувся до пейзажного живопису і кілька років прожив на Піренеях за станом здоров'я, де створив сцени селянського життя.
Його брат Нестор був письменником і театральним режисером.

## Подальше читання
- Жермен Едьярд, Каміль Рокплан, Артист (1893)